# Лендовер-Гіллс (Меріленд)
Лендовер-Гіллс (англ. Landover Hills) — місто (англ. town) в США, в окрузі Графство принца Георга штату Меріленд. Населення — 1815 осіб (2020).

## Географія
Лендовер-Гіллс розташований за координатами 38°56′34″ пн. ш. 76°53′32″ зх. д. / 38.94278° пн. ш. 76.89222° зх. д. (38.942871, -76.892212).  За даними Бюро перепису населення США в 2010 році місто мало площу 0,77 км², уся площа — суходіл. В 2017 році площа становила 0,95 км², уся площа — суходіл.

## Демографія
Згідно з переписом 2010 року, у місті мешкало 1687 осіб у 496 домогосподарствах у складі 381 родини. Густота населення становила 2188 осіб/км².  Було 549 помешкань (712/км²).
Расовий склад населення:
| - 43,3 % — чорних або афроамериканців - 22,1 % — білих - 1,4 % — корінних американців - 1,4 % — азіатів - 27,4 % — осіб інших рас |

До двох чи більше рас належало 4,4 %. Частка іспаномовних становила 40,8 % від усіх жителів.
За віковим діапазоном населення розподілялося таким чином: 29,2 % — особи молодші 18 років, 65,3 % — особи у віці 18—64 років, 5,5 % — особи у віці 65 років та старші. Медіана віку мешканця становила 31,3 року. На 100 осіб жіночої статі у місті припадало 100,6 чоловіків;  на 100 жінок у віці від 18 років та старших — 96,5 чоловіків також старших 18 років.
Середній дохід на одне домашнє господарство  становив 71 624 долари США (медіана — 63 083), а середній дохід на одну сім'ю — 75 577 доларів (медіана — 69 044). За межею бідності перебувало 11,7 % осіб, у тому числі 13,2 % дітей у віці до 18 років та 15,1 % осіб у віці 65 років та старших.
Цивільне працевлаштоване населення становило 862 особи. Основні галузі зайнятості: будівництво — 15,4 %, науковці, спеціалісти, менеджери — 14,2 %, мистецтво, розваги та відпочинок — 12,9 %, освіта, охорона здоров'я та соціальна допомога — 12,3 %.